# سوزان كون
سوزان كون (بالفرنسية: Suzanne Kohn)‏ هي طيارة فرنسية، ولدت في 18 سبتمبر 1895، وتوفيت في 8 مارس 1945.